# Bir Tawil
Bir Tawil oder Bi'r Tawīl (arabisch بئر طويل, DMG Biʾr Ṭawīl ‚langer Brunnen‘) ist ein 2060 Quadratkilometer großes, unbewohntes Gebiet zwischen den Grenzen von Ägypten und Sudan. Benannt ist das Gebiet nach einem Brunnen in seinem Zentrum (arabisch بئر, DMG biʾr ‚Brunnen‘) im Wadi Tawil, dem langen Tal.
Bir Tawil ist neben dem Marie-Byrd-Land in Antarktika eines der wenigen Gebiete, die weder eine Form eigener oder fremder Verwaltungsstruktur haben noch von einem anderen Staat beansprucht werden (siehe Niemandsland).

## Geografie
- Karte mit allen Koordinaten:
- OSM |
- WikiMap

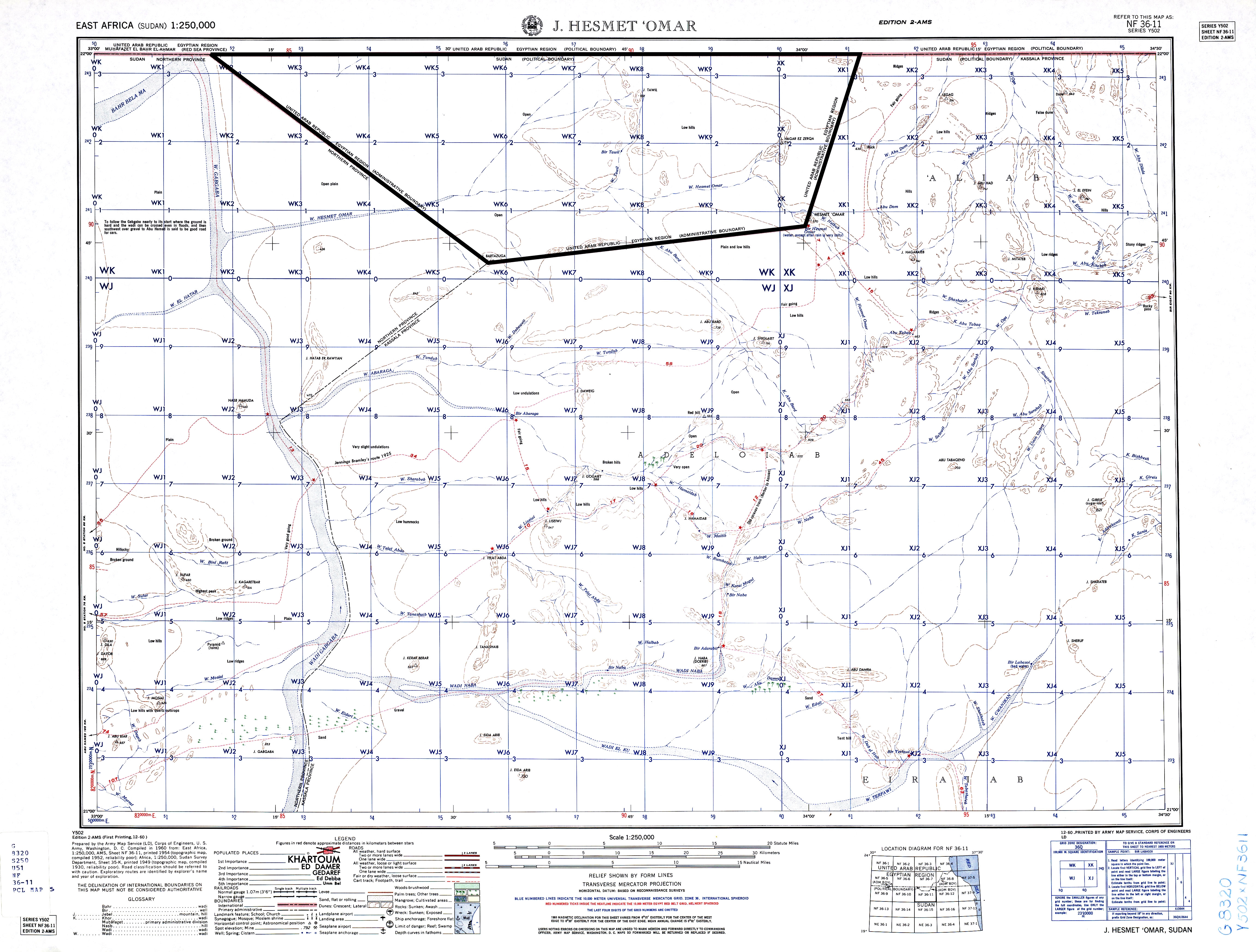
Gebiet von Bir Tawil im Norden des Kartenblatts

Ägypten
Sudan
Bir Tawil
Hala’ib-Dreieck

Der Grundriss von Bir Tawil entspricht näherungsweise einem Trapez mit der längeren Seite im Norden entlang des 22. nördlichen Breitengrads. Es ist das einzige Gebiet, bei dem die administrative Grenze zwischen den beiden Ländern südlich der politischen Grenze von 1899 verläuft, die auf den 22. Breitengrad festgelegt worden war. Bei einer Fläche von 2.060 km² hat Bir Tawil eine westöstliche Ausdehnung von etwa 94 km im Norden und 46 km im Süden sowie eine Nord-Süd-Ausdehnung von 26 bis 31 km. Südwestlicher Punkt ist der Berg Gebel Bartazuga (Lage), südöstlicher Punkt der Brunnen Biʾr Ḥasmat ʿUmar (Lage). Zwischen diesen Punkten wird eine gerade Linie gezogen. Die Ostgrenze des Gebiets verläuft entlang der Linie, die von Biʾr Hesmat Omar (Ḥasmat ʿUmar) zum Gebel ad-Deiga nördlich des 22. Breitengrades gezogen wird (Lage). Diese Linie kreuzt den 22. Breitengrad etwa bei 22° 0′ 0″ N, 34° 4′ 42,6″ O.
Die Westgrenze des Gebiets verläuft entlang der Linie, die vom Gebel Bartazuga zum Dorf Kuruskū am Nassersee nördlich des 22. Breitengrades gezogen wird (Lage). Diese Linie kreuzt den 22. Breitengrad etwa bei 22° 0′ 0″ N, 33° 10′ 34,3″ O.
Im Norden liegt der 459 Meter hohe Berg Gebel Tawil (arabisch جبل طويل). Dort nimmt der Wadi Tawil (arabisch وادي طويل) seinen Ausgang und erstreckt sich rund 10 Kilometer Richtung Südwesten, bis er in den Wadi Hesmet Omar (Wadi Ḥasmat ʿUmar, arabisch وادي حسمة عمر) mündet.
Im Osten liegt der 662 Meter hohe Gebel Hadschar az-Zarqā'.

### Bevölkerung
Das Territorium wird laut einem Reisebericht aus dem Jahr 2019 von mehreren tausend Personen bewohnt und insbesondere von Angehörigen des nomadisch lebenden Stammes der Ababde für sich beansprucht. Unregulierte Goldminen sollen eine Haupteinnahmequelle der Region sein. Unter anderem russische Söldner und Waffenhändler nutzen das Gebiet als Teil ihrer Versorgungsrouten in den Sudan, der sich seit 2023 im Kriegszustand befindet.
Zwei oder drei temporäre oder permanente Siedlungen, zu denen Pisten führen, sind auf Satellitenaufnahmen oder Karten auszumachen:

1. 21° 52′ 11″ N, 33° 44′ 50″ O gleichnamiger Hauptort und Brunnen
2. 21° 49′ 56″ N, 33° 48′ 33″ O unbenannter Ort
3. 21° 50′ 53″ N, 33° 47′ 21″ O unbenannter Ort oder Teil des vorgenannten Ortes

## Geschichte
Bir Tawil kam 1902 unter ägyptische Verwaltung, weil es zum Weideland des Ababde-Stamms aus der Nähe von Assuan gehört. Gleichzeitig wurde das Hala’ib-Dreieck nördlich des 22. Breitengrades, das im Nordosten anschließt, unter sudanesische Verwaltung gestellt, da dieses Land von Stämmen aus dem Sudan genutzt wurde. Beide Gebiete berühren sich in einem Punkt, wodurch eine Art Vierländereck gebildet wird. Schließlich wurde auch der Wadi Halfa Salient, eine fingerartige Ausbuchtung sudanesischen Gebiets nach Norden entlang des Nils, unter sudanesische Verwaltung gestellt.
Ägypten beansprucht das Hala’ib-Dreieck entsprechend der Grenzziehung von 1899 entlang dem 22. Breitengrad, sodass Bir Tawil zu Sudan gehören würde. Sudan hingegen beruft sich auf die Verwaltungsgrenze von 1902, die das Hala’ib-Dreieck dem Sudan und Bir Tawil Ägypten zuschlägt. Während also beide Staaten das Hala’ib-Dreieck für sich beanspruchen, wird Bir Tawil, das lediglich ein Zehntel der Größe des Hala’ib-Dreiecks besitzt und keinen Zugang zum Meer hat, von keinem Staat beansprucht. Nach internationalem Recht ist es für Ägypten und Sudan nicht möglich, beide Gebiete zu fordern. Damit ist Bir Tawil neben dem Marie-Byrd-Land in der Antarktis und „Liberland“ vermutlich das einzige Landgebiet auf der Erde, welches von keinem Staat, sondern nur von unterschiedlichen Privatpersonen beansprucht wird und faktisch, wenngleich nicht notwendigerweise rechtlich, Niemandsland ist.